# Plebiscyt Przeglądu Sportowego 1983
49. Plebiscyt Przeglądu Sportowego na najlepszego sportowca Polski zorganizowano w 1983 roku.

## Wyniki
1. Zdzisław Hoffmann - lekkoatletyka (491 630 pkt.)
2. Edward Sarul - lekkoatletyka (437 725)
3. Waldemar Marszałek - sporty motorowodne (418 050)
4. Krzysztof Lenartowicz - lotnictwo sportowe (245 920)
5. Bogusław Mamiński - lekkoatletyka (237 691)
6. Józef Młynarczyk - piłka nożna (229 033)
7. Andrzej Serediuk - kolarstwo (223 182)
8. Stefan Makne i Ireneusz Cieślak - sporty balonowe (176 559)
9. Andrzej Supron - zapasy (142 455)
10. Małgorzata Tlałka - narciarstwo alpejskie (93 551)